# Afu-Ra
Afu-ra (született: Aaron Phillip) (Brooklyn, 1974. január 31. –) New York-i hiphopelőadó. A harcművészetek és a sakk megszállottja. Legjobban ismert a Gang Starr Foundation-nel és Jeru da Damaja-val való affiliációjáról.

## Életrajz
Afu a Gang Starr Foundation tagjaként lépett a hiphop szcénába, olyan rapperek mellett, mint Jeru the Damaja, Big Shug és Group Home. Első megjelenését Jeru második albuma jelentette, a "Physical Stamina" című számban, 1996-ban. Debütáló szólója a "Whirlwind Thru Cities" 1998-ban jelent meg. Második szólója, a "Defeat" "Mortal Kombat" 1999-ben lett kiadva. A debütáló albuma, a Body of the Life Force 2000 októberében jelent meg. Az albumon számos ütemgyáros működött közre: DJ Premier, DJ Muggs (Cypress Hill), True Master és Da Beatminerz. A vendég MC-k: a Wu-Tang Clanból GZA és Masta Killa, M.O.P., Ky-Mani Marley és a Cocoa Brovaz. Az album többek között tartalmazza a "Whirlwind Thru Cities"-t, "Defeat"-et és a "Mortal Kombat"-ot vagy a Ky-mani Marley-val közös "Equality"-t. Második munkája a Life Force Radio  2002 májusában jelent meg, amire DJ Premier, Curt Cazal, True Master, Easy Mo Bee, Needlez, Domingo és Ayatollah írtak zenéket. A vendégek Guru (Gang Starr, Big Daddy Kane, RZA (Wu-Tang Clan) és az R&B sztár Teena Marie. 2005-ben egy újabb albummal, a State of the Artsszal rukkolt elő, az albumon közreműködött Masta Killa, Royce Da 5'9" valamint Dj Premier.
2011-ben az egyik hazai hiphop művésszel, Funktasztikussal és DJ Zefillel készített közös számot, ami a Tengeren innen, tengeren túl címet viseli.

## Kiadványok
| Album borító | Album információ |
| ------------ | --- |
|              | Body of the Life Force - Kiadás: 2000. október 10. - Billboard 200 chart helyezés: #183 - R&B/Hip-Hop chart helyezés: #42 - Singles: "Whirlwind Thru Cities", "Defeat"/"Mortal Kombat", "Equality"/"Bring it Right", "Big Acts, Little Acts", "D&D Soundclash" |
|              | Life Force Radio - Kiadás: 2002. május 21., - Billboard 200 chart helyezés: #184 - R&B/Hip-Hop chart helyezés: #29 - Singles: "Crossfire"/"Lyrical Monster", "Scat Man"/"Stick Up"                                                                             |
|              | Perverted Monks - Kiadás: 2004. február 24. - Billboard 200 chart helyezés: - - R&B/Hip-Hop chart helyezés: - - Singles: "Backtadacrib"/"Naked" |
|              | State of the Arts - Kiadás: 2005. június 14. - Billboard 200 chart helyezés: - - R&B/Hip-Hop chart helyezés: - - Singles: "Poisonous Taoist"/"Sucka Free", "God of Rap"/"Pusha", "Why Cry"                                                                     |